# Mai 1830

## Événements
- 7 mai, Paris : quittant la rue Notre-Dame-des-Champs, Victor Hugo s'installe au no 9 de la rue Jean-Goujon.

- 8 mai, France : les souverains des Deux-Siciles arrivent à Saint-Cloud.

- 9 mai, France : démissions de Christophe de Chabrol de Crouzol et de Jean de Courvoisier.

- 10 mai, France : Honoré de Balzac fuyant ses créanciers s'installe au no 1 de la rue Cassini. Il publie une partie de Sur Catherine de Médicis.

- 13 mai : l'Équateur quitte la Fédération de la Grande Colombie pour devenir une république indépendante.

- 15 mai : Paris fête les souverains des Deux-Siciles.

- 16 mai, France : la Chambre est dissoute (dissolution de 1830). En riposte aux prises de position des députés (les 221), Charles X dissout la Chambre.

- 19 mai, France : le comte de Peyronnet est nommé ministre de l'Intérieur.

- 25 mai, France : à Toulon, embarquement d'un corps expéditionnaire pour Alger.

- 28 mai : Indian Removal Act : le président Andrew Jackson fait voter une loi déportant les Indiens vivant à l'Est du Mississippi à l'Ouest de ce fleuve pour que les colons puissent occuper leurs terres. Soixante-dix mille Indiens seront contraints de se déplacer vers l’ouest entre 1830 et 1840. Sioux, Fox et Sauks abandonnent leurs territoires de l’Iowa, du Minnesota et du Missouri.
  - Le gouverneur des territoires du Michigan, Lewis Cass, publie un article dans la North American Review qui justifie le déplacement des Indiens.

- 31 mai, France : le duc d'Orléans donne une réception en l'honneur du roi de Naples, son beau-frère. Charles X y est. M. de Salvandy (futur ambassadeur en Espagne), en passant à côté du duc, s'adresse au futur Louis-Philippe, pressentant la révolution de Juillet, Monseigneur, ceci est une fête toute napolitaine; nous dansons sur un volcan."

## Naissances
- 10 mai : François-Marie Raoult (mort en 1901), chimiste et physicien français.
- 13 mai : Frederic Moore (mort en 1907), entomologiste britannique.
- 20 mai : Édouard Bureau (mort en 1918), médecin et paléobotaniste français.
- 27 mai : François Willème (mort en 1905), artiste peintre, photographe et sculpteur français, inventeur de la photosculpture en 1859-1860.

## Décès
- 16 mai : Joseph Fourier (né en 1768), mathématicien et physicien français connu pour ses travaux sur la décomposition de fonctions périodiques en séries trigonométriques convergentes appelées séries de Fourier et leur application au problème de la propagation de la chaleur.